# Yuika Sugasawa
Yuika Sugasawa (菅澤 優衣香, 5 d'octubre de 1990) és una futbolista japonesa.

## Selecció del Japó
Va debutar amb la selecció del Japó el 2010. Va disputar 60 partits amb la selecció del Japó. Ha disputat Copa del Món de 2015 i 2019.

## Estadístiques
| Selecció del Japó | Selecció del Japó | Selecció del Japó |
| Anys              | Partits           | Gols              |
| ----------------- | ----------------- | ----------------- |
| 2010              | 6                 | 0                 |
| 2011              | 0                 | 0                 |
| 2012              | 4                 | 2                 |
| 2013              | 2                 | 0                 |
| 2014              | 12                | 6                 |
| 2015              | 14                | 2                 |
| 2016              | 1                 | 0                 |
| 2017              | 4                 | 1                 |
| 2018              | 17                | 6                 |
| Total             | 60                | 17                |